# Crowfoot (band)
Crowfoot was een Amerikaanse rockband uit Melbourne (Florida), aanvankelijk bekend als The Beau Gentry.

## Bezetting
- Russell DaShiell[3] (gitaar, zang)
- Doug Killmer[4] (basgitaar)
- Rick Jaeger[5] (drums)
- Don Francisco[6] (drums, zang)
- Sam McCue[7] (gitaar, zang)
- Bill Sutton[8] (basgitaar)

## Geschiedenis

### Als The Beau Gentry
Crowfoot werd oorspronkelijk geformeerd in 1964 onder de naam The Beau Gentry als highschool-coverband. Uiteindelijk begon DaShiell muziek te schrijven en begon de band hun eigen materiaal te vertolken. In deze periode speelde Lance Massey ook bij de band als gitarist en zanger. Ze werden ontdekt door manager Ken Adamany, die in 1966 een succesvolle tournee arrangeerde door het midwesten van de Verenigde Staten. Op grond van deze tournee besloot de band om te verkassen naar het gebied en bouwden ze aan een gevestigde fanschare. In december 1968 besloten DaShiell, Killmer en Jaegar om weer te verhuizen, deze keer naar het San Francisco Bay-gebied, in de hoop dat bekendheid in het daar opkomende muziekcircuit hen zou leiden naar een platencontract. Lance Massey verkoos om tijdens deze periode de band te verlaten en zich te vestigen in Wisconsin. De overige bandleden hernoemden de band in Crowfoot.

### Als Crowfoot
In Californië vonden DaShiell, Killmer en Jaeger sessiewerk om de eindjes aan elkaar te knopen. Van uitzonderlijk aanzien was het gitaarwerk van DaShiell en Killmer bij Spirit in the Sky van Norman Greenbaum en het werk van DaShiell en Jaeger bij het album Games Guitars Play van voormalig Canned Heat-gitarist Harvey Mandel. In 1970 tekende Crowfoot bij Paramount Records, maar in deze periode vervolgde Killmer andere projecten en hoewel Jaeger drums speelde op het gelijknamige album, werd Crowfoot in werkelijkheid een soloact, met DaShiell als schrijver, arrangeur en spelende op de gitaar en basgitaar. Sam McCue, voorheen bij de band The Legends uit Milwaukee, voegde zich bij de band in 1970. In 1971 werd het tweede album Find the Sun uitgebracht met DaShiell, Don Francisco, Sam McCue en Bill Sutton. Het album vertoonde gelijkenis met Bread en Poco.
Na het verlaten van Crowfoot werd Jaeger de vaste drummer van Dave Mason en hij nam onder andere op met Tim Weisberg en de BoDeans. Hij bracht zijn tijd door als drummer voor Mike Finnigan and The Right Band. Doug Killmer speelde op de Grammy Award-genomineerde song Right Place, Wrong Time (1976) van Otis Rush en de winnende Grammy Award song Mill Valley van Rita Abrams. Hij was dertig jaar actief in het muziekcircuit van het San Francisco Bay-gebied tot aan zijn overlijden in 2005. Lance Massey vervolgde zijn leven en trad soms op in Beloit. Sam McCue woont en treedt op in Milwaukee. Don Francisco ging spelen met Linda Ronstadt, Kim Carnes en de Californische rockband Wha-Koo. Russell DaShiell verkaste naar Los Angeles en werkte daar met muzikanten als Phil Everly, Bo Diddley, John Sebastian en het voormalige Creedence Clearwater Revival-lid Tom Fogerty. Hij was lid van de Don Harrison Band van 1976 tot 1977 met Stu Cook en Doug Clifford, ook voormalige leden van Creedence Clearwater Revival. Hij vervolgde zijn werk en nam op in Los Angeles.
In 1994 kwamen DaShiell, Killmer en Jaeger weer samen en brachten de ep Messenger uit.

## Overlijden
Rick Jaeger overleed in 2000. Doug Killmer overleed in 2005.

## Discografie

### Singles
- Groove Along / Love Is Everywhere, (Paramount Records) - alleen promotioneel

### Albums
- 1970:	Crowfoot (Paramount Records)
- 1971:	Find the Sun (ABC Records)

### Ep's
- 1994: Mesenger (Aerial View)